# Mine d'Essakané
 (mars 2025).
La mine d'Essakané, en anglais Essakane Mine, est une mine d'or à ciel ouvert située dans le nord-est du Burkina Faso, dans les provinces d'Oudalan et de Séno, à l'est d'Essakané-Site, à l'ouest de Falagountou et à une vingtaine de kilomètres à l'ouest de la frontière malienne.